# Parafia Niepokalanego Serca Najświętszej Maryi Panny w Czerwonaku
Parafia Niepokalanego Serca Najświętszej Maryi Panny w Czerwonaku – rzymskokatolicka parafia w Czerwonaku, należy do dekanatu czerwonackiego. Powstała w 1978. Obecny kościół parafialny, wybudowany w latach 1973–1979 mieści się przy ulicy Kościelnej.